# 宮木站
宮木站（日语：／ Miyaki eki */?）是位於日本長野縣上伊那郡辰野町大字伊那富的東海旅客鐵道（JR東海）飯田線車站。

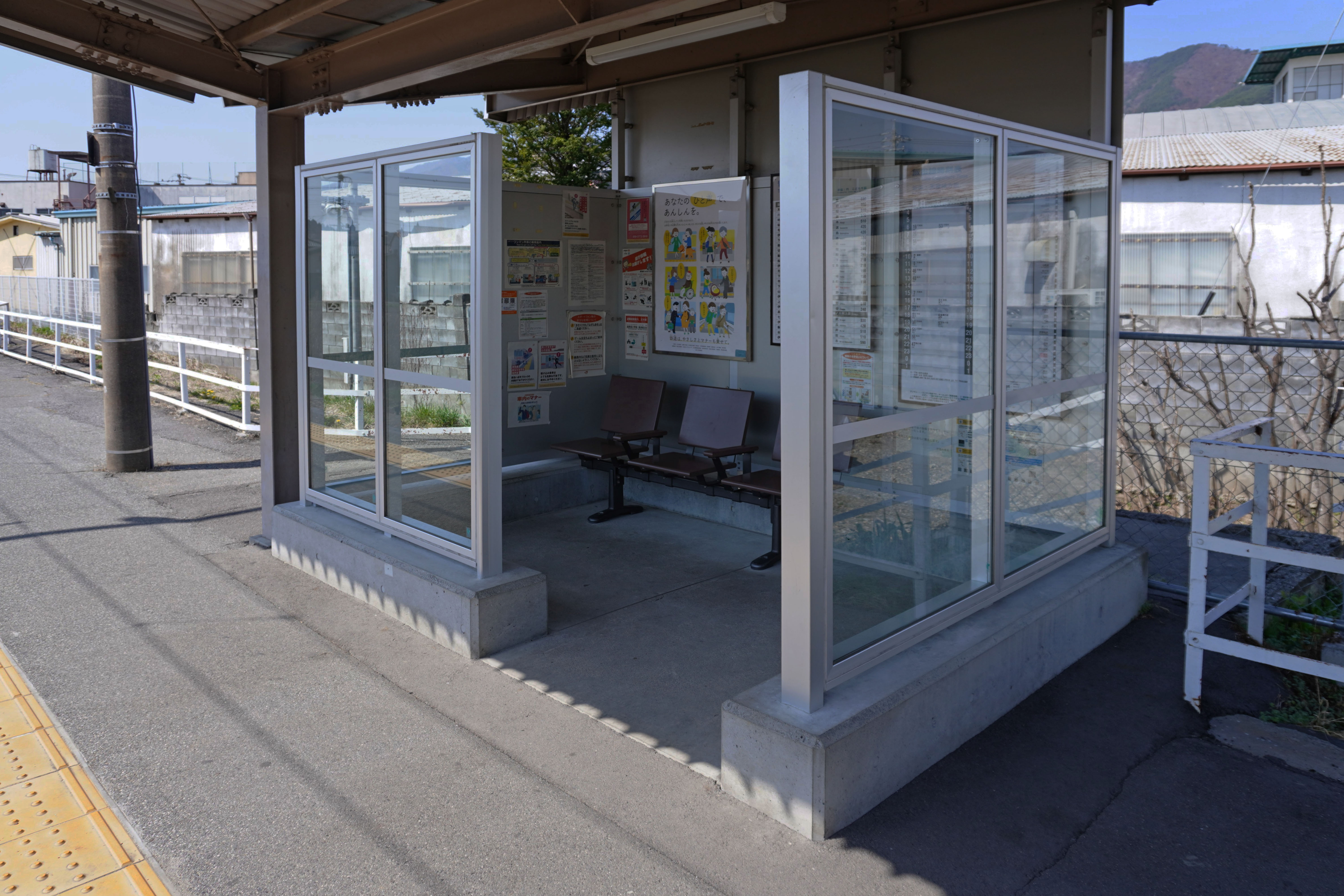
候車室(2023年4月)

## 車站構造
- 單式月台1面1線
- 地上車站
- 由伊那市站管理的無人站
- 站舍與出入口在下行方向末端
- 設有公廁。

## 車站周邊
車站兩旁是三州街道和中央自動車道，附近有條天龍川。還有一些製紙和和菓子工場。
- 辰野町立辰野中學
- 信州豐南短期大學
- 辰野醫院
- 辰野宮本郵局
- 長野縣辰野高等學校
- 高原信金中央宮木支店

## 巴士路線
- 辰野町營巴士大石線：宮木站前

## 历史
- 1909年（明治42年）12月28日 - 伊那電車軌道（1919年改名為伊那電氣鐵道）松島（現在的伊那松島）至辰野（即是西町站）之間開業，新設宮木停車站。
- 1923年（大正12年）3月16日 - 伊那松島至辰野之間建設新線，暫停使用。
- 1923年（大正12年）7月24日 - 宮木停車站重新營業。
- 1943年（昭和18年）8月1日 - 伊那電氣鐵道線國有化，成為國鐵飯田線車站。同時升級為宮木站。
- 1954年（昭和29年）12月1日 - 東京都區内各站與長野站出發的旅客可以使用此車站。
- 1971年（昭和46年）4月1日 - 出發旅客車站的限制廢除。
- 1986年（昭和61年） - 成為無人站。
- 1987年（昭和62年）4月1日 - 因國鐵分割民營化，本站成為東海旅客鐵道的車站。
- 1998年（平成10年）6月 - 中央主頁付近的業務施設撒去。

## 相鄰車站
東海旅客鐵道
 飯田線
■快速（「水篶」以外的快速為通過）
羽場－（只限下行停靠伊那新町）－宮木－辰野
■普通
伊那新町－宮木－辰野
※在國有化以前、本站與辰野站之間曾經有西町站。